# Слон сидит спокойно
«Слон сидит спокойно» (кит. упр. 大象席地而坐, пиньинь dà xiàng xídì'érzuò, палл. да сян сидиэрцзо) — первый и единственный художественный фильм китайского писателя и режиссера Ху Бо. Впервые фильм был показан в феврале 2018 года на Берлинале в неконкурсной программе «Форум», где получил приз жюри критиков ФИПРЕССИ.

## Сюжет
Сюжет фильма основан на пьесе Ху Бо «Золотое Руно» и представляет собой последовательное развитие историй четырех главных героев.

### Лао Цзинь
Лао Цзинь — бывший военный, пожилой мужчина, которого пытается спровадить из квартиры в дом престарелых собственный сын с невесткой. У него есть маленькая внучка и собачка, которые являются единственными существами, искренне любящими старика. Внучку родители незаметно, но упорно стараются оградить от деда, а домашнего любимца на одной из прогулок загрызает одичавшая овчарка. Лао Цзинь оказывается наедине со своим одиночеством. Дома его не ждут, и старику остается лишь бесцельно слоняться по улицам.

### Юй Чэн
Юй Чэн — авторитет банды местных хулиганов, который спит с девушкой лучшего друга. Узнав об этом, последний выбрасывается с балкона на глазах у любовников. Но помимо этой беды Юй Чэн сталкивается еще с одной — его младшего брата, которого он искренне презирает, в школе калечит какой-то мальчишка. Юй Чэн отправляется бродить по улицам города в поиске школьника, чтобы осуществить возмездие.

### Вэй Бу
Вэй Бу — подросток, который в ходе драки случайно сталкивает с лестницы школьного хулигана, после чего тот ломает шею. Чувствуя себя преступником, Вэй Бу собирается уйти из дома. Идти ему некуда, всё, что остаётся — ходить по городу в попытке немного заглушить чувство вины и одиночества.

### Хуан Лин
Хуан Лин — одноклассница Вэй Бу, которая живет вместе с невнимательной грязнулей-матерью. Она спит с завучем школы — не для того, чтобы утвердить свою самостоятельность или отомстить родительнице, а потому что ей катастрофически не хватает чистоты — белых полотенец, свежих простыней, мытого паркета. Об отношениях девочки с преподавателем скоро узнает весь класс, весть доходит и до матери, которая обвиняет дочь в распущенности. Хуан Лин бежит из дома.

### Слон
Все персонажи увлечены одной идеей — увидеть мистического слона, живущего в Маньчжурии. Согласно легенде, слон этот сидит на месте, что бы ни происходило вокруг него — никуда не спешит и ничего не ищет. Влекомые в далекий край завораживающим образом, герои встречаются на вокзале, чтобы вместе отправиться в Маньчжурию и увидеть своими глазами спокойного слона.

## Разногласия с продюсером
Ху Бо, покончивший с собой за несколько недель до премьеры фильма, не оставил предсмертной записки, поэтому установить точные причины его смерти нет возможности. Однако, согласно свидетельствам его друзей, Ху Бо имел частые конфликты с продюсером, которые начались после того, как молодой режиссёр отказался урезать свой четырехчасовой фильм до двух часов по просьбе продюсера. После смерти Ху Бо в социальных медиа стали публиковаться скриншоты переписок режиссера и продюсера в мессенджере WeChat, где продюсер Ван Сяошуай в грубой форме критикует работу Ху Бо и советует ему обратиться к врачу из-за его странностей.
Несмотря на то, что продюсер Ван не дал никаких комментариев по поводу ситуации конфликта, название его продюсерской компании более не фигурирует в титрах фильма.

## Награды и признание
«Слон сидит спокойно» имеет 12 побед и 23 номинации на различных кинофестивалях.
Фильм был признан лучшим по версии жюри кинокритиков ФИПРЕССИ на Берлинском кинофестивале, а также стал победителем в номинации Best First Feature Award. На кинофестивале «Меридианы Тихого-2018» он получил премию NETPAC (Объединение по продвижению азиатского кино). На кинофестивале «Золотая лошадь» фильм Ху Бо выиграл приз зрительских симпатий, а также победил в номинации «Лучший адаптированный сценарий».
Канадский журнал о кино Cinema Scope признал фильм Ху Бо лучшей кинокартиной 2018 года.

## Актерский состав
| Актер         | Персонаж           |
| ------------- | ------------------ |
| Пэн Юйчан     | Вэй Бу             |
| Чжан Юй       | Юй Чэн             |
| Ван Юйвэнь    | Хуан Лин           |
| Лю Цунси      | Ван Цзин           |
| Сян Жундун    | Заместитель декана |
| Цзин Го       | Жена замдекана     |
| Гочжан Чжаоян | Отец Вэй Бу        |
| Ли Суюнь      | Мать Вэй Бу        |
| Кун Исинь     | внучка Ван Цзина   |